# Xã Hamilton, Quận Gratiot, Michigan
Xã Hamilton (tiếng Anh: Hamilton Township) là một xã thuộc quận Gratiot, tiểu bang Michigan, Hoa Kỳ. Năm 2010, dân số của xã này là 465 người.